# Ruralna cjelina Velo Grablje
Ruralna cjelina Velo Grablje, ruralna cjelina u sklopu sela Velog Grablja (Velog Grobja), na prostoru Grada Hvara.

## Povijest
Velo Grablje, nastalo kao suburbij Hvara, podijeljeno je na dvije cjeline: istočnom Velom Bandom (Velom Bondom) dominira crkva sv. Kuzme i Damjana, na zapadnom obronku je Mala Banda (Molo Bonda). Središte naselja je trg sa stražnje strane crkve okružen javnim građevinama prema kojima vode kamenim oblucima skladno popločani putovi. Stambeno-gospodarski sklopovi formirali su se uz slojnica terena, velik broj sklopova ima i gustirne. Stambeno-gospodarske kuće često su dvokatnice, dvostrešnih drvenih krovišta pokrivenih utorenim crijepom. Za ulaz na kat većinom se koristi denivelacija terena, prozori su uokvireni kamenim pragovima. Gospodarske prizemnice građene su lomljenim kamenom u suho ili povezanih vapnenim mortom.

## Zaštita
Pod oznakom Z-4648 zavedena je kao nepokretno kulturno dobro - kulturno-povijesna cjelina, pravna statusa zaštićena kulturnog dobra, klasificirano kao "kulturno-povijesna cjelina".